# 이시환 (축구 선수)
이시환(1998년 5월 25일 ~ )은 대한민국의 축구 선수이다. 포지션은 골키퍼이다. 현 K3리그의 화성 FC에서 뛰고 있다.